# Château impérial de Haguenau
Le château impérial de Haguenau était une résidence des empereurs du Saint-Empire romain germanique.
Il est à l'origine du développement de la ville de Hagenau, devenue française en 1676, actuellement la commune de Haguenau, dans le département du Bas-Rhin, en région Alsace.
Déjà ruiné lors de la guerre de Trente Ans, les derniers restes n'ont pas survécu à la Révolution.

## Histoire

### Fondation

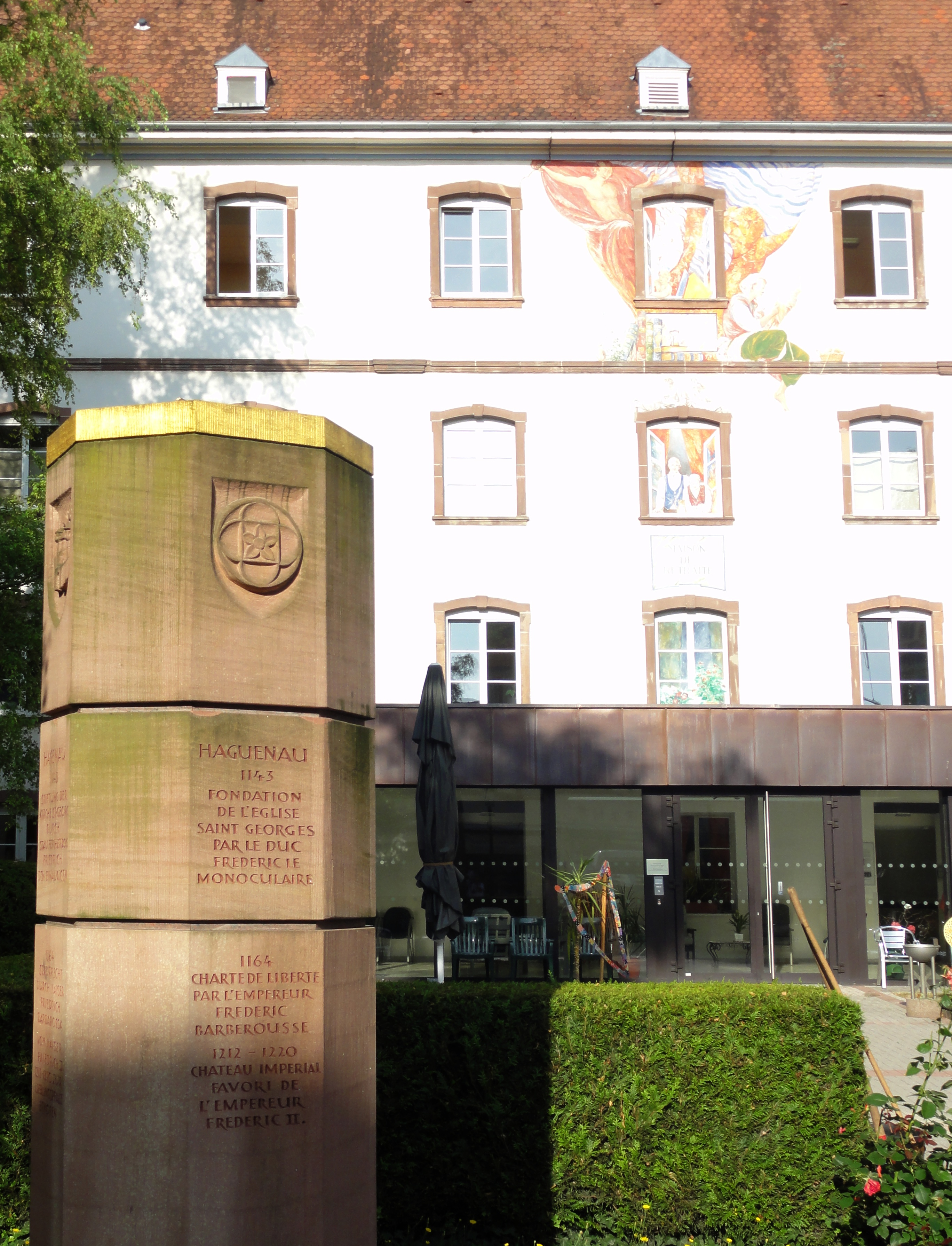
Colonne indiquant le lieu où se trouvait le château

L'histoire du château est intimement liée à l'histoire de Haguenau. La légende veut savoir que Frédéric le Borgne, devenu duc de Souabe en 1079, alors qu'il chassait dans l'actuelle forêt de Haguenau, découvrit un îlot protégé par une rivière : la Moder. Intéressé par les lieux, il décida d'y fonder un château. Une théorie est d'avis que cette forteresse servit à protéger l'Alsace contre l'archevêque de Mayence durant la querelle des Investitures (1075-1122). Elle aurait également servi de base aux troupes ducales lorsque Frédéric écrasa la révolte de l'archevêque Aldabert entre 1115 et 1124.
Une autre hypothèse raconte la construction du château par le comte d’Eguisheim. On sait en effet qu'une partie de la Forêt Sainte, au milieu de laquelle sera bâtie le château appartient au comte du Nordgau, Gerhard d’Eguisheim. Le château de Haguenau pourrait avoir été construit par Hugues IV d’Eguisheim, vers 1027, dans l’intention de stopper la progression en Alsace des troupes du duc de Souabe Ernest, alors en révolte contre l’empereur Conrad II.
Il n'existe cependant aucune preuve documentaire de cette utilisation comme bastion défensif, ni par Frédéric le Borgne ni par les Eguisheim. En réalité, l'histoire de la propriété forestière est plus compliquée (voir : « La structure de propriété de la Sainte Forêt »). La théorie selon laquelle Frédéric le Borgne aurait pu reconstruire un château plus ancien des comtes d'Eguisheim est contredite par le fait que leur part dans la Sainte Forêt appartenait encore à cette époque à leur héritier, le comte de  Lutzelbourg, qui laissa une troisième partie de la Forêt Sainte en 1143 au monastère de Neubourg, dont le fils de Frédéric le Borgne, Frédéric Barberousse acquiert plus tard cette part. La théorie la plus probable est que Frédéric le Borgne aurait construit un relais de chasse sur l'île de la Moder. Parce qu'il n'était que copropriétaire de la forêt, et non l'unique propriétaire, ce que seul son fils Barberousse devenait. Le fait que Barberousse ait incontestablement fait agrandir considérablement le château plaide contre l'idée selon laquelle le bâtiment aurait pu remplir auparavant une fonction défensive. Il est cependant indéniable que la forêt clairsemée de pins et de chênes sur des sols à prédominance sableuse à proximité des plaines inondables du Rhin constitue un habitat idéal pour le cerf élaphe, toujours très apprécié des princes qui avaient le droit de chasser le gros gibier.
En 1440, on apprend que l’un des autels de la chapelle du château est désigné comme ayant été consacré par le pape Léon IX, fils d’Hugues IV. Cette consécration semble se placer entre 1049 et 1051 selon la tradition. Ce n’est que plus tard que la construction de la chapelle sera attribuée à l’empereur Frédéric Barberousse.

Une chronique Haguenovienne, appelée Das Alte Statutenbuch von Hagenau, décrit ainsi la construction du château : 
« Aussitôt après fut élevée et construite une Burg, ornée de voûtes, de tours, de murs magnifiques en pierres de taille, si belle et si splendide qu’on ne trouverait point sa pareille dans aucun pays du monde. »

Un poète italien du XIIe siècle, Godefroy de Viterbe, chapelain de Barberousse qui vint souvent à Haguenau décrit ainsi la forteresse :
« En Alsace, sur les bords de la Moder, dans les dépendances de la Forêt Sainte si riche en cerfs, s’élève le palais de César que je veux célébrer. Ce lieu s’appelle Hagenowe. C’est une création de ses pères, une construction récente : de là la prédilection qu’il éprouve pour elle. La rivière l’entoure des deux côtés de ses replis. Les peintures dorées de ses salles, de nombreux lambris rappellent le passé et annoncent l’avenir, représentant par leurs portraits toute la série de nos souverains. »
Le château est également décrit dans une lettre adressée au duc de Mazarin, en 1661:
« Le Château est enfermé dans cette petite Isle comme dans une place forte, où l’on entrait que par deux ponts, dressés sur chacun de ses bras de rivière, à la tête des desquels estoient deux grandes et superbes portes, semblables à celles des villes, l’une du costé de St.-Georges, l’autre du costé de St.-Nicolas, par lesquelles il fallait passer pour aller au palais. »

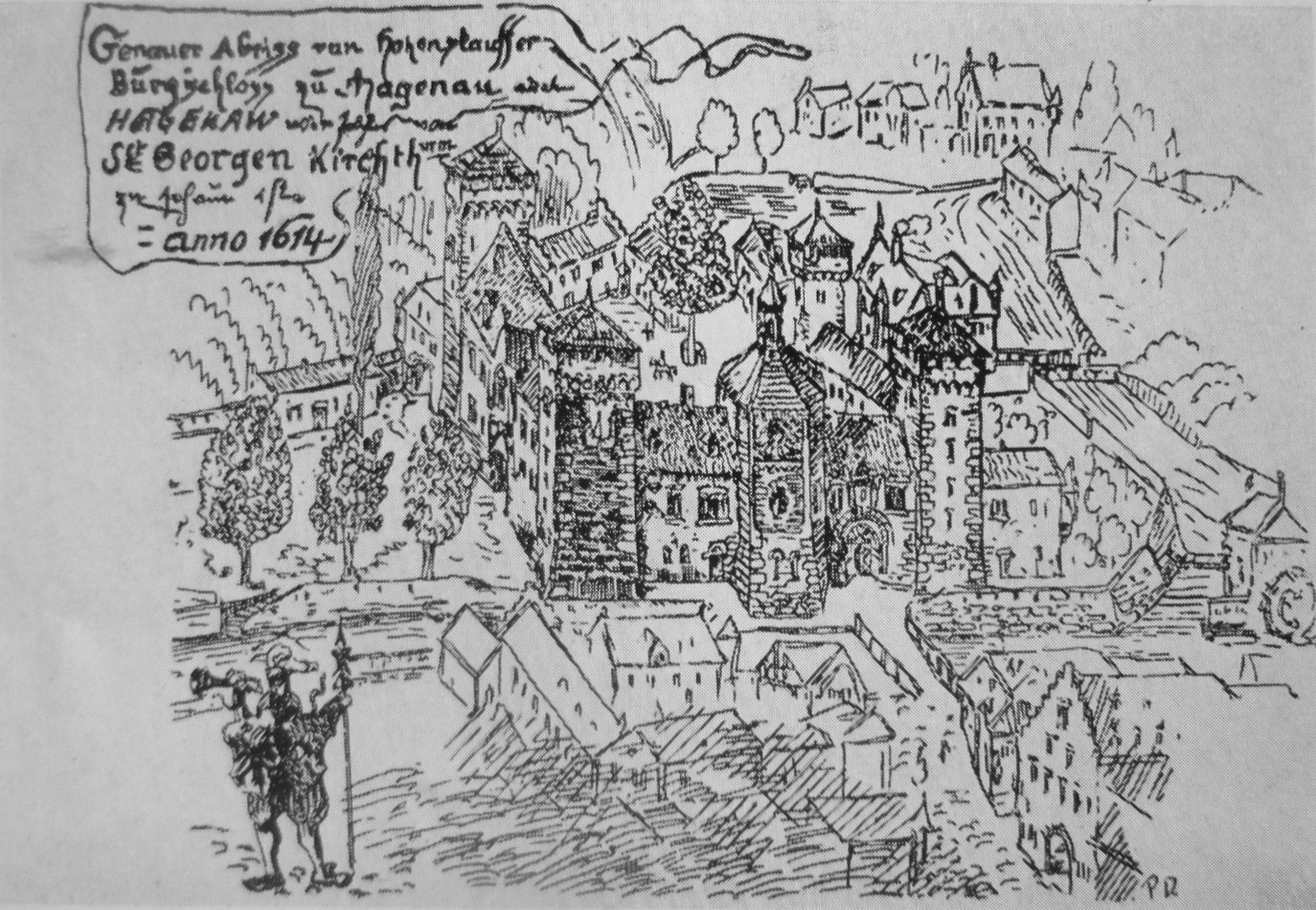
Le château de Haguenau en 1614
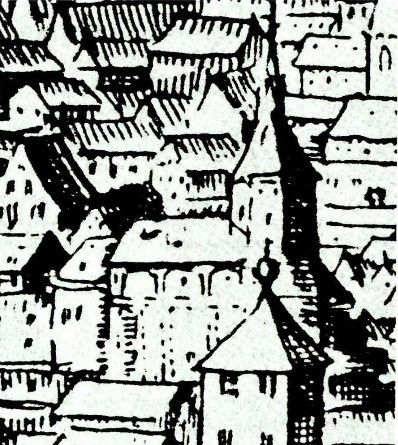
La chapelle du château en 1622

### Dynastie des Hohenstaufen
C'est durant le règne des Hohenstaufen que la ville de Haguenau, et particulièrement son château, connaissent un grand rayonnement.
C'est d'abord Henri IV, beau-père de Frédéric le Borgne, qui y séjourne le premier. Très vite, la famille impériale fera de ce château sa résidence principale. Lothaire de Supplinbourg, ennemi des Hohenstaufen, assiège la forteresse pour la première fois en 1131.
Frédéric Barberousse, empereur du Saint-Empire de 1152 à 1190, fera entièrement reconstruire le château pour en faire une demeure à la hauteur de sa famille. Il fit construire une chapelle qui communiquait directement avec ses appartements. Cette chapelle était composé de trois niveaux : une salle du trésor, une église et une crypte. Son règne fut des plus avantageux pour la ville. Une vieille légende haguenovienne prétend que Barberousse aurait autrefois rendu la justice dans une des tours de la forteresse. Cette tradition sera citée par le graveur Matthäus Merian le Jeune, dans sa Topographia Alsatia, en 1643, et dans sa Seelsagendes Elsass en 1676. Un moulin et d’autres dépendances tels que des étables ou des cours, furent construits autour de la forteresse. Ces dépendances furent cédées en fief à diverses familles nobles de la région, tels les Lichtenberg, les Durckheim ou les Windstein. Au cours des croisades, le roi d'Angleterre Richard Cœur de Lion avait eu une mauvaise attitude envers Léopold d'Autriche, représentant de l'empereur. Il fut capturé par les troupes de ce dernier et fait prisonnier à Haguenau. Son procès, présidé par l'empereur Henri VI eut lieu au château le 17 avril 1193. Il fut condamné à une amende de 150 000 marks d'argent.

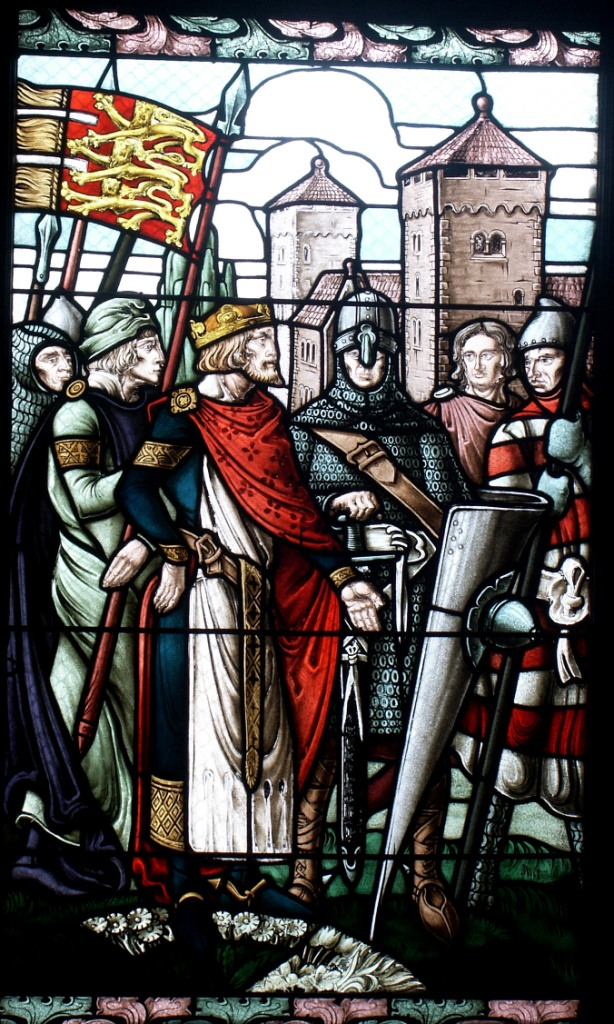
Procès de Richard Cœur de Lion, en 1193. On voit à l’arrière-plan les tours du château de Haguenau, vitrail du Musée historique de la ville

### Siège de l'administration impériale

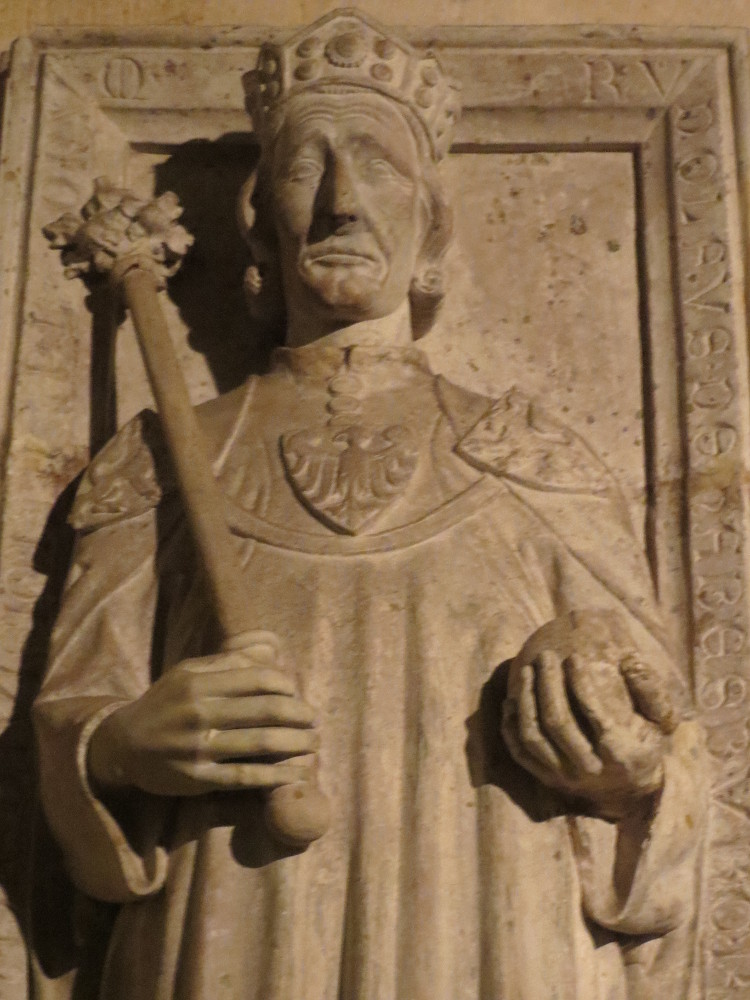
Rodolphe Ier de Habsbourg

Le château prit davantage d'importance lorsque Haguenau devint ville impériale sous le règne des rois de Germanie Guillaume de Hollande et Richard de Cornouailles.
En 1273, le roi de Germanie Rodolphe Ier de Habsbourg   nomma Haguenau capitale du Grand bailliage impérial, ce qui fit du château le lieu d'administration des biens impériaux en Alsace. Le grand bailli d'Alsace eut désormais sa résidence au château impérial de Haguenau. Le premier Grand-Bailli fut le neveu de Rodolphe : Otton. Rodolphe Ier de Habsbourg séjourna au château de Haguenau en 1273, du 22 au 31 décembre; en 1274, du 26 février au 6 mars et du 2 mai au 23 août ; en 1275, du 12 au 23 avril et du 8 au 23 décembre et en 1276 du 7 avril au 24 mai et du 27 au 30 juin. Il y séjourna encore 41 jours entre 1281 et 1291. Le Roi Adolphe de Nassau séjourna au château durant 22 jours, le Roi Albert Ier durant 11 jours et l’Empereur Henri VII durant 7 jours. Enfin, l’Empereur Louis IV y vint en 1330, du 18 juillet au 12 août; et en 1333 du 23 octobre au 9 novembre. Après 1365, la partie du château jusque-là réservée à l'Empereur est cédée au Grand-Bailli. Lorsque les souverains rendront à nouveau visite à la ville, ils ne séjourneront plus au château, mais en ville. C’est ainsi que l’Empereur Frédéric III séjourne chez le Patricien de Berstheim lors de sa visite en 1447; Maximilien Ier à la chancellerie en 1507 ; Charles Quint au couvent Franciscain en 1540, et Ferdinand Ier à l’Hôtel des Fleckenstein en 1562.

### Destruction
Au cours de la guerre de Trente Ans, le château est malmené. Il est saccagé en 1622, lorsque les Autrichiens assiègent Haguenau, qui est alors occupé par Ernest de Mansfeld. La forteresse subira encore de nombreux dégâts, en 1633, lors du premier siège par les Lorrains, et du second par les Suédois. En 1648, l’Alsace, par les traités de Westphalie, passe sous le contrôle de la France. Cependant, Haguenau accepte mal l’autorité royale. C’est ainsi qu’au cours de la guerre de Hollande, au terme de laquelle l’Alsace devient définitivement française, Louis XIV ordonne la destruction de Haguenau, le 22 décembre 1676. Les troupes de Montclar, de Louvois et de La Brosse sont chargées de la sinistre besogne. Haguenau est incendiée pour la première fois en janvier 1677, puis encore en février et en septembre. Le 28 janvier, les troupes de La Brosse s’en prennent à la chapelle du château. On tenta de la faire sauter à la poudre noire. Une ancienne chronique, Französich Zerstörung der alten Statt Haguenau, décrit ainsi l’attaque de la chapelle du château, qui avait été achetée par les Jésuites en 1604:
« Mais leurs mines n’eurent pas d’autres effet que de produire des lézardes dans les murs et de faire tomber quelques fragments de pierres de taille. La veille et le même jour, beaucoup de soldats s’efforcèrent de descendre la colombe qui était sur le bouton de la tour, dans la pensée qu’elle était d’argent doré, mais elle n’était que de cuivre doré et avait la contenance de deux pots. L’ingénieur Gardenboys la racheta des soldats pour 6 thalers et l’envoya en France. Le bouton de la tour de la grandeur d’un boisseau tomba sur la cour des Durckheim en deux morceaux, que les soldats se disputèrent à bras raccourcis… »
Le 10 février, lors de la seconde attaque, le reste du château et de ses dépendances sont brûlés. En 1687, les ruines du château sont définitivement démantelées et les pierres, sur ordre de Vauban, servirent à la construction d’une citadelle à Fort-Louis.